# Сърце (мъглявина)
Сърце, известна също като IC 1805 и Sh2-190, е мъглявина в съзвездието Касиопея (съзвездие). Тя е емисионна мъглявина, съставена от плазма от йонизиран водород и свободни електрони. Представлява част от Ръкава на Персей в нашата галактика Млечен път.